# Минден (Ајова)
Минден (енгл. Minden) град је у америчкој савезној држави Ајова. По попису становништва из 2010. у њему је живело 599 становника.

## Демографија
Према попису становништва из 2010. у граду је живело 599 становника, што је 35 (6,2%) становника више него 2000. године.
| Група             | 2000.       | 2010.       |
| Белци             | 561 (99,5%) | 588 (98,2%) |
| Афроамериканци    | 0 (0,0%)    | 1 (0,2%)    |
| Азијати           | 0 (0,0%)    | 3 (0,5%)    |
| Хиспаноамериканци | 3 (0,5%)    | 3 (0,5%)    |
| Укупно            | 564         | 599         |